# Consumer-to-Business
Consumer-to-Business (deutsch „Verbraucher zu Unternehmen“, C2B) ist in der Betriebswirtschaftslehre, im E-Business und allgemein im Marketing der Anglizismus für eine Geschäftsbeziehung zwischen Privatpersonen und Unternehmen. Gegensatz ist Business-to-Consumer.

## Allgemeines
Der im E-Business entwickelte Begriff kann auch verallgemeinernd für alle Geschäftsbeziehungen zwischen verschiedenen Wirtschaftssubjekten oder zwischen zwei gleichen Wirtschaftssubjekten verwendet werden. Wirtschaftssubjekte sind Privathaushalte (englisch consumer), Unternehmen (englisch business) und der Staat mit seiner öffentlichen Verwaltung (englisch administration). Der Wirtschaftswissenschaftler Thomas Schildhauer definiert wie folgt: „Consumer-to-Business ist die Bezeichnung für Geschäftsbeziehungen, Geschäftsprozesse und Geschäftsmodelle zwischen Privatpersonen und Unternehmen“. „Consumer-to…“ beschreibt dasjenige Wirtschaftssubjekt, das die Geschäftsbeziehung angebahnt hat. Gegenstand der Beziehung kann ein Kaufvertrag, Mietvertrag, sonstiger Vertrag oder ein Gesetz sein, aufgrund dessen Güter oder Dienstleistungen gegen Geld (oder ausnahmsweise gegen andere Güter) ausgetauscht werden. 

## Übersicht aller Geschäftsbeziehungen
Als Wirtschaftssubjekte, die Geschäftsbeziehungen zueinander eingehen, kommen Privathaushalte (englisch consumer, Konsumenten), Unternehmen (englisch business) und der Staat mit seinen Staatsunternehmen oder Gebietskörperschaften (englisch administration) in Betracht. Die Geschäftsbeziehungen zwischen einzelnen Wirtschaftssubjekten können wie folgt systematisiert werden:
| Wirtschaftssubjekt    | Privathaushalte Beispiel                                  | Unternehmen Beispiel                        | öffentliche Haushalte Beispiel                            |
| --------------------- | --------------------------------------------------------- | ------------------------------------------- | --------------------------------------------------------- |
| Privathaushalte       | Consumer-to-Consumer Tauschbörsen wie eBay                | Consumer-to-Business Aufträge, Bestellungen | Consumer-to-Administration Steuererklärung, Melderegister |
| Unternehmen           | Business-to-Consumer Lieferung von Waren im Versandhandel | Business-to-Business Interbankenhandel      | Business-to-Administration Lohnsteueranmeldung            |
| öffentliche Haushalte | Administration-to-Consumer Gebührenbescheid               | Administration-to-Business Außenprüfung     | Administration-to-Administration Amtshilfe                |

Auf diese Weise ergeben sich neun Kombinationen von Geschäftsfeldern.
Weitere Beispiele für Consumer-to-Business-Beziehungen sind der täglich Kauf im Einzelhandel (Supermärkte), Bankgeschäfte mit Privatpersonen wie die Kapitalanlage oder der Abschluss von Versicherungsverträgen mit privaten Versicherungsnehmern. Im Handel gehört die Bestellung beim Versandhandel oder im Online-Handel oder der Download/Upload bei Internetdiensten durch Privatpersonen zum Consumer-to-Business-Sektor.

## Wirtschaftliche Aspekte
Da dem Verbraucher Unternehmen gegenüberstehen, besteht ein Verbraucherschutz (etwa durch Gewährleistungen), im Bank- und Versicherungswesen kann eine Beratungshaftung ausgelöst werden.   
Consumer-to-Business- und Business-to-Consumer-Beziehungen sind in der Volkswirtschaftslehre Transaktionen, die einen hohen Anteil am Bruttoinlandsprodukt aufweisen. So erreicht die Briefpost von Unternehmen/Behörden in den zehn EU-Mitgliedstaaten mit dem höchsten Briefaufkommen 60,3 % aller Briefe an Privatpersonen und von Privatpersonen an Unternehmen/Behörden 5,4 %.